# 翁同龢

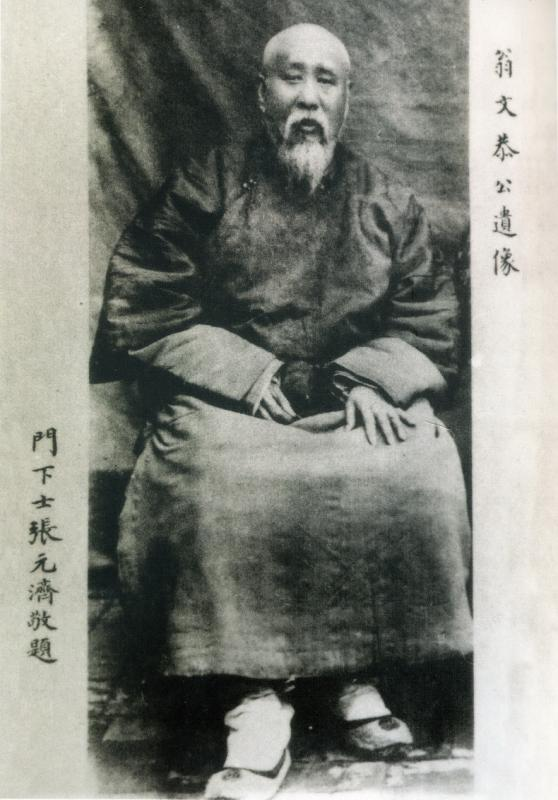
翁同龢

翁 同龢（おう どうわ、Weng Tonghe、1830年 - 1904年）は、清末の政治家・書家。翁同和とも書く。字は叔平、号は松禅。晩年は瓶庵居士と号した。江蘇省蘇州府常熟県の出身。翁心存の三男で翁同書・翁同爵の弟。
父は咸豊・同治年間の大学士で咸豊帝・恭親王奕訢兄弟の師であった。長兄の翁同書は安徽巡撫に至ったが曽国藩・李鴻章らに弾劾された。これにより後年、李鴻章と厳しく対立することとなった。
1856年に状元となり、同治帝と光緒帝の師を務めた。官職は工部尚書・軍機大臣・総理各国事務衙門大臣に至った。1873年の楊乃武と小白菜事件では判決に疑義をはさんだため、西太后は再審を命じた。このため事件は「両湖派」と「江浙派」の対立に発展した。
帝師という立場から皇帝の政治思想に深い影響を与え、1889年に光緒帝が親政を始めると馮桂芬の『校邠廬抗議』を提出し、西洋の学問の重要性と穏健な改革を説いた。1884年の清仏戦争では劉永福を支持し、1894年の日清戦争では主戦論を唱えている。光緒帝の親政と共に李鴻藻と並ぶ派閥（帝党）の領袖となり、西太后・李鴻章ら后党と対立していった。
変法運動が高まると、康有為を光緒帝に推薦したが、戊戌の変法の直前に西太后に迫られた光緒帝に解任されてしまった。その後、故郷で病死した。文恭の諡号が贈られた。
著作に『瓶庵詩稿』『翁文恭公日記』『翁文恭公軍機処日記』などがある。書の分野においても著名であった。晩年には書の代筆に趙古泥を起用している。